# Manfred Ruge

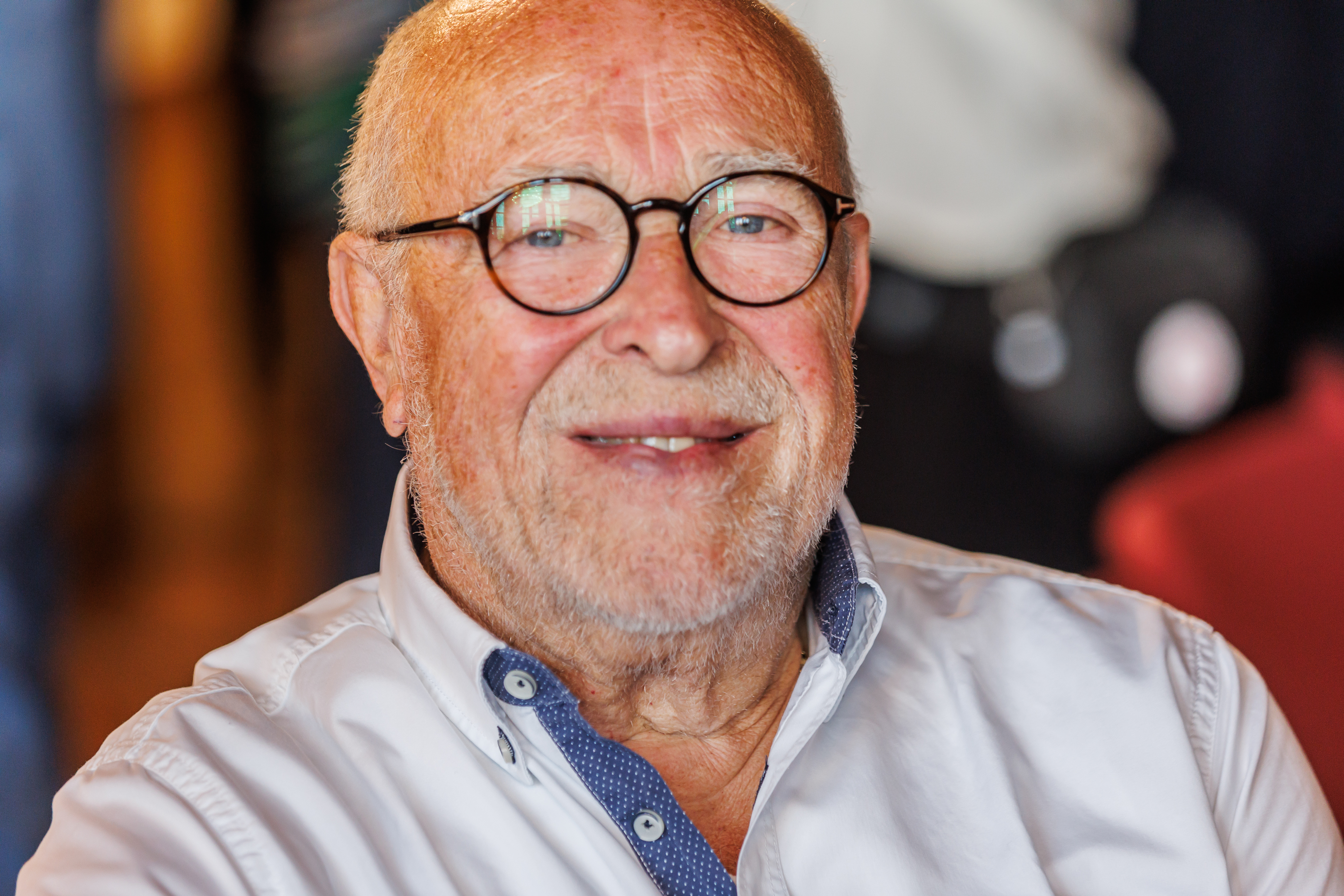
Ruge 2024

Manfred Otto Ruge (* 7. Oktober 1945 in Erfurt) ist ein deutscher Kommunalpolitiker (CDU) und war von Mai 1990 bis zum Jahr 2006 Oberbürgermeister der thüringischen Landeshauptstadt Erfurt.

## Leben
Manfred Ruge studierte nach dem Abitur an der Erfurter Heinrich-Mann-Oberschule bis 1970 Theoretische Elektrotechnik an der Technischen Hochschule Ilmenau. Anschließend arbeitete er als Diplomingenieur in verschiedenen Bereichen des damaligen VEB Optima Büromaschinenwerk Erfurt. Ab 1987 war er als technischer Leiter mit dem Aufbau einer neuen Ölmühle im VEB Erfurter Ölmühle betraut. Politisch aktiv wurde er 1989 in Erfurt im Zug der Friedlichen Revolution in der damaligen DDR. Bis dahin parteilos, trat er zunächst dem Neuen Forum, dann der CDU bei.
1990 kandidierte Ruge erstmals erfolgreich für das Amt des Erfurter Oberbürgermeisters, in das er danach zwei Mal wiedergewählt wurde. Er setzte sich insbesondere für den Ausbau des Industriestandorts Erfurt und für die Sanierung der Altstadt ein. Dafür wurde die Stadt Erfurt bereits zweimal mit Preisen der Deutschen Stiftung Denkmalschutz ausgezeichnet.
Nach heftigen parteiinternen Auseinandersetzungen kündigte Ruge an, bei der Wahl im Mai 2006 nicht erneut anzutreten. Sein Nachfolger wurde Andreas Bausewein von der SPD. Manfred Ruge wechselte in eine von ihm selbst neu geschaffene Stelle als 3. Geschäftsführer zu den Erfurter Stadtwerken, was zu heftiger Kritik an seiner Person („Selbstbedienung im Amt“) führte. Nach weiteren Protesten wurde diese Stelle wieder abgeschafft.
Ruge war Chef von fünf Tochtergesellschaften des Konzerns. Unter anderem war er Geschäftsführer der TFB Thüringer Freizeit und Bäder GmbH. In dieser Funktion war er 2006 für die Schließung des Erfurter Nordbades und 2008 für den Abbruch des denkmalgeschützten Eingangsgebäudes mitverantwortlich. Am 24. Juni 2010 erfolgte die Wiedereröffnung der komplett neugebauten Anlage.
Manfred Ruge war Mitglied im Präsidium des Deutschen Städtetags und Vizepräsident des Weltbundes der Partnerstädte.
2017 wurde Ruge vom Stadtrat unter Leitung seines Amtsnachfolgers Andreas Bausewein zum Ehrenbürger Erfurts ernannt.
Er war bis zu seinem Rücktritt im Dezember 2023 Vorsitzender des Trägervereins des 103. Deutscher Katholikentags Erfurt 2024 e. V.
Er ist seit 1969 mit Barbara Ruge, geborene Kraft, verheiratet. Mit ihr hat er vier Kinder.